# 아름다운 밀회
《아름다운 밀회》는 1987년 8월 3일부터 1987년 8월 10일까지 방영된 문화방송 월화 미니시리즈로, 재벌가를 둘러싼 음모와 살인, 그 사건의 진실을 파헤치는 범죄 수사극이다.

## 등장 인물
- 강문영 : 오묘화 역
- 박영규 : 최기봉 역 - 묘화의 남편
- 변희봉 : 장상국 역 - 묘화의 외삼촌, 일산물산 사장
- 김용남
- 신충식
- 홍성민
- 남영진 : 손창식 역
- 김용건
- 김호영
- 박영태
- 박영지
- 김동주
- 정성모 : 김형사 역
- 강인덕 : 박성길 형사 역
- 오승명
- 김길호
- 임종국
- 박종관
- 권성덕
- 정은숙
- 박상조
- 강성욱
- 차윤회
- 최병학
- 이기영
- 사상기
- 이영범
- 강미
- 김찬구
- 한송이
- 이영자
- 이동주
- 유판웅
- 홍순창
- 황일청
- 강계식
- 윤석오
- 최선균
- 김환교
- 이경아